# Орандж (округ, Нью-Йорк)
Шаблон:StateAbbr_ 41°24′ пн. ш. 74°19′ зх. д. / 41.4° пн. ш. 74.31° зх. д.
Округ О́рандж (англ. Orange County) — округ (графство) у штаті Нью-Йорк, США. Ідентифікатор округу 36071.

## Історія
Округ утворений 1683 року.

## Демографія
За даними перепису 
2000 року 
загальне населення округу становило 341367 осіб, зокрема міського населення було 258198, а сільського — 83169.
Серед мешканців округу чоловіків було 170965, а жінок — 170402. В окрузі було 114788 домогосподарств, 84457 родин, які мешкали в 122754 будинках.
Середній розмір родини становив 3,35.
Віковий розподіл населення поданий у таблиці:
| Стать    | До 15 років | 15-21 | 22-29 | 30-39 | 40-49 | 50-65 | 65-85 | Понад 85 |
| -------- | ----------- | ----- | ----- | ----- | ----- | ----- | ----- | -------- |
| Чоловіки | 43121       | 18977 | 15418 | 26941 | 27559 | 24862 | 12780 | 1307     |
| Жінки    | 40194       | 15564 | 14461 | 27266 | 27001 | 24818 | 17770 | 3328     |

## Суміжні округи
- Ольстер — північ
- Дачесс — північний схід
- Патнем — схід
- Рокленд — південний схід
- Пассаїк, Нью-Джерсі — південний схід
- Сассекс, Нью-Джерсі — південь
- Пайк, Пенсільванія — південний захід
- Салліван — північний захід

## Виноски
1. ↑  U.S. Decennial Census. United States Census Bureau. Архів оригіналу за 26 квітня 2015. Процитовано 6 січня 2015.
2. ↑  Historical Census Browser. University of Virginia Library. Архів оригіналу за 11 серпня 2012. Процитовано 6 січня 2015.
3. ↑  Population of Counties by Decennial Census: 1900 to 1990. United States Census Bureau. Процитовано 6 січня 2015.
4. ↑  Census 2000 PHC-T-4. Ranking Tables for Counties: 1990 and 2000 (PDF). United States Census Bureau. Процитовано 6 січня 2015.
5. ↑  State & County QuickFacts. United States Census Bureau. Архів оригіналу за 28 липня 2011. Процитовано 12 жовтня 2013.(англ.) Наведено за англійською вікіпедією.
6. ↑  American FactFinder. Бюро перепису населення США. Архів оригіналу за 26 лютого 2012. Процитовано 31 січня 2008.

| США | Це незавершена стаття з географії США. Ви можете допомогти проєкту, виправивши або дописавши її. |